# Erromyzon yangi
Erromyzon yangi är en fiskart som beskrevs av Neely, Conway och Richard L. Mayden 2007. Erromyzon yangi ingår i släktet Erromyzon och familjen grönlingsfiskar. Inga underarter finns listade i Catalogue of Life.